# Forst (Baden)
Forst (Bruchsal) é um município da Alemanha, no distrito de Karlsruhe, na região administrativa de Karlsruhe, estado de Baden-Württemberg.

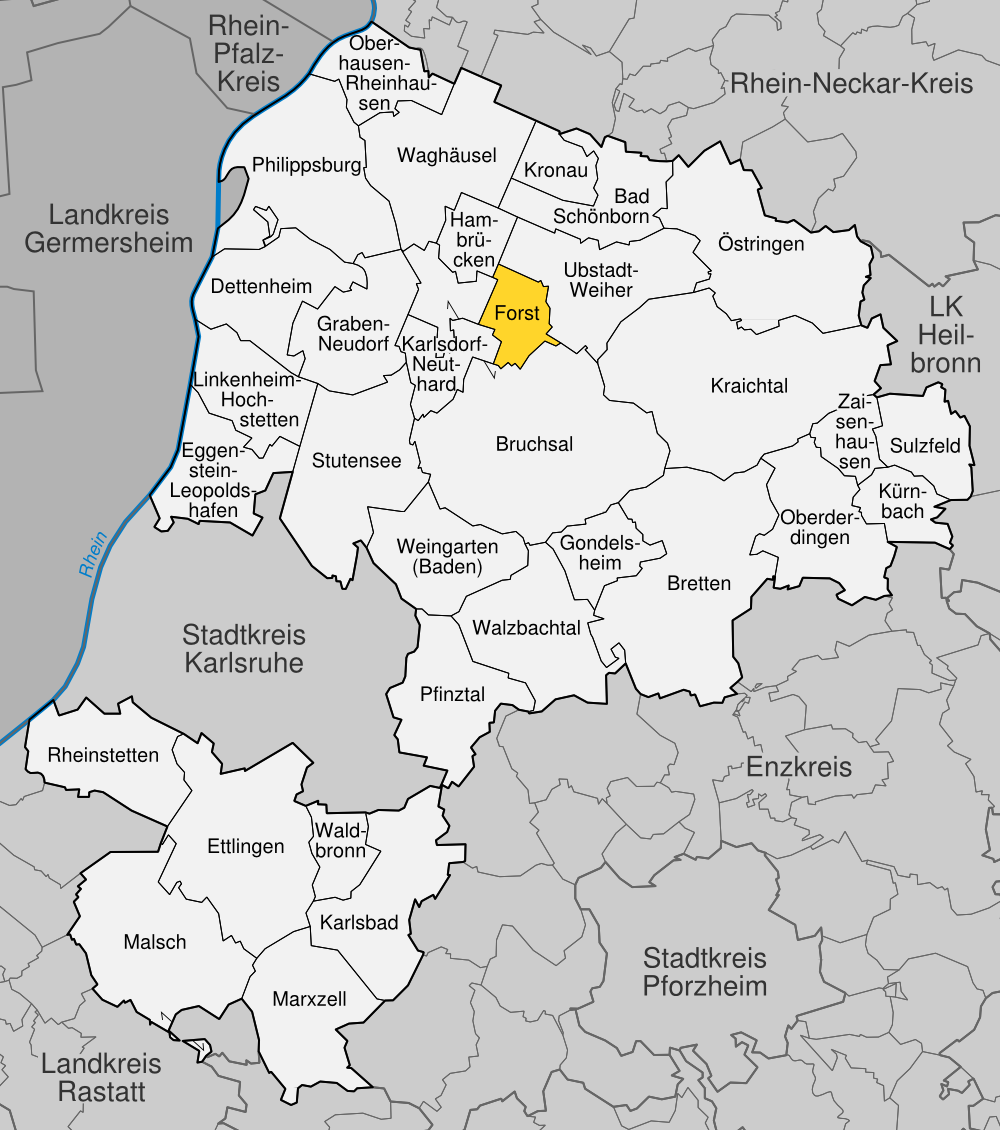
Forst no distrito de Karlsruhe